# 槐花镇
槐花乡，是中华人民共和国四川省遂宁市蓬溪县下辖的一个乡镇级行政单位。2019年9月，撤销槐花乡、板桥乡和新胜乡，设立槐花镇，以原槐花乡、原板桥乡和原新胜乡所属行政区域为槐花镇的行政区域。

## 行政区划
槐花乡下辖以下地区：
槐花社区、土桥堰村、峨眉村、凤凰嘴村、福尔岩村、柴山沟村、龙泉湾村、哨楼村、擦耳岩村、狮桥村和小河沟村、仙鹤社区、鱼欠咀村、杜家桥村、董家沟村、刘家坝村、五面山村、黑湖沟村、何家坪村、龙口湾村、学堂湾村和镜子岩村、桥亭街社区、跳墩村、紫福村、石门垭村、寨井沟村、响滩村、双凤桥村、桑树湾村、蒋家桥村、船山坡村、松柏沟村和平安村。